# Anton Chupkov
Anton Mikhailovich Chupkov (em russo:  Антон Михайлович Чупков; Moscou, 22 de fevereiro de 1997) é um nadador russo, medalhista olímpico.

## Carreira

### Rio 2016
Chupkov competiu na natação nos Jogos Olímpicos de Verão de 2016, conquistando a medalha de bronze nos 200 metros peito.